# Liga Teresopolitana de Desportos
A Liga Teresopolitana de Desportos é uma liga esportiva município de Teresópolis, fundada em 1939 e Fundadora da Federação de Futebol do Estado do Rio de Janeiro.
A LTD também participou de campeonatos de Basquete no Rio de Janeiro sendo campeã estadual de basquete feminino em 2007.
Tem como prioridade as categorias de base dos esportes coletivos e individuais.

## Ligações Externas
- Site Oficial